# Bigorski monaster św. Jana Chrzciciela
Bigorski monaster św. Jana Chrzciciela, monaster Sweti Jowan Bigorski – prawosławny klasztor położony ok. 25 km na północny wschód od miasta Debar w zachodniej Macedonii, należący do Macedońskiego Kościoła Prawosławnego. Określenie „bigorski” pochodzi od tufu (mac. бигор, bigor), z którego wzniesiono budynki klasztoru.

## Położenie
Kompleks klasztorny znajduje się na wzniesieniu nad brzegiem rzeki Radika w gminie Mawrowo i Rostusza (połoski region statystyczny) przy drodze z Debaru do Gostiwaru, w pobliżu miejscowości Rostusza, Bitusze, Welebrdo i Trebiszte na terenie parku narodowego Mawrowo.

## Historia
Według kroniki klasztornej z 1833 r. monaster został założony w 1020 r. przez Joana Debarskiego (Јоан Дебарски), późniejszego pierwszego arcybiskupa ochrydzkiego, w miejscu, gdzie ów wyłowił z rzeki ikonę Jana Chrzciciela. W XVI w. monaster został zniszczony przez Turków. Ocalała tylko niewielka cerkiew. Ponowne odrodzenie klasztoru nastąpiło w 1743 r. w okresie rządów ihumena Hilarego. Następnie w l. 1812–1825 został rozbudowany przez archimandrytę Arseniusa.
Jednym z najcenniejszych zabytków klasztoru jest drewniany ikonostas wykonany w l. 1829–1835 przez miejscowych mistrzów, szczególnie Petra Filipowskiego Garkatę z pobliskiej wsi Gari. Innym skarbem monasteru Bigorskiego jest ikona św. Jana Chrzciciela, ponoć cudownie ocalona z pożarów i zniszczeń, a zdaniem wiernych mająca moc uzdrawiania.
W 2009 r. większość starych budynków klasztornych spłonęła. W maju 2010 r.rozpoczęto prace nad ich rekonstrukcją.
W 2020 otrzymał Order Zasługi Republiki Macedonii Północnej.